# Slovenská Ľupča
Slovenská Ľupča é um município da Eslováquia localizado no distrito de Banská Bystrica, região de Banská Bystrica.

## Demografia
| Ano:        | 1994 | 2004   | 2014   | 2024   |
| ----------- | ---- | ------ | ------ | ------ |
| Broj ljudi: | 2895 | 3130   | 3235   | 3261   |
| Razlika:    |      | +8,11% | +3,35% | +0,80% |

| Ano:               | 2023 | 2024 |
| ------------------ | ---- | ---- |
| Número de pessoas: | 3261 | 3261 |
| Diferença:         |      | +0%  |